# نهاية هاورد
نهاية هاورد (بالإنجليزية: Howards End)‏ هي رواية كتبها إي. إم. فورستر، نشرت لأول مرة في عام 1910، وتدور حول الأعراف الاجتماعية، وقواعد السلوك، والعلاقات الشخصية في إنجلترا بداية القرن العشرين.
يعتبر الكثير من النقاد هذه الرواية أنها تحفة فورستر. وفي عام 1998، صنفت المكتبة الحديثة نهاية هاورد في المرتبة 38 على قائمتها من أفضل 100 رواية باللغة الإنجليزية من القرن العشرين.

## روابط خارجية
- نهاية هاورد على موقع الموسوعة البريطانية (الإنجليزية)